# أمين الخزينة
أمين الخزينة هو الشخص المسئول عن إدارة الخزينة في جهة معينة.